# Eishockey-Weltmeisterschaft der U18-Junioren 2006
Die Eishockey-Weltmeisterschaften der U18-Junioren 2006 ist die 8. Austragung des von der Internationalen Eishockey-Föderation IIHF ausgetragenen Weltmeisterschaft in der Altersklasse der Unter-Achtzehnjährigen (U18). Insgesamt nahmen zwischen dem 13. März und 22. April 2006 40 Nationalmannschaften an den sechs Turnieren der Top-Division sowie der Divisionen I bis III teil.
Der Weltmeister wurde zum dritten Mal die Mannschaft der Vereinigten Staaten, die im Finale Finnland mit 3:1 bezwingen konnte. Die deutsche Mannschaft konnte mit dem achten Rang in der Top-Division den Abstieg in die Division I verhindern, die Schweiz belegte den ersten Platz in der Gruppe A der Division I und schaffte somit den direkten Wiederaufstieg. Österreich wurde Fünfter und damit Vorletzter in der Gruppe A der Division I und konnte somit den Abstieg in die Division II verhindern.

## Teilnehmer, Austragungsorte und -zeiträume
- Top-Division: 12. bis 22. April 2006 in Ängelholm und Halmstad, Schweden
Teilnehmer:  Belarus (Aufsteiger),  Deutschland,  Finnland,  Kanada,  Norwegen (Aufsteiger),  Russland,  Schweden,  Slowakei,  Tschechien,  USA (Titelverteidiger)

- Division I
  - Gruppe A: 3. bis 9. April 2006 in Miskolc, Ungarn
Teilnehmer:  Frankreich,  Kasachstan,  Österreich,  Schweiz (Absteiger),  Slowenien,  Ungarn (Aufsteiger)
  - Gruppe B: 2. bis 8. April 2006 in Riga, Lettland
Teilnehmer:  Dänemark (Absteiger),  Japan,  Lettland,  Polen,  Südkorea (Aufsteiger),  Ukraine

- Division II
  - Gruppe A: 2. bis 8. April 2006 in Meran, Italien
Teilnehmer:  Belgien (Aufsteiger),  Estland,  Italien (Absteiger),  Niederlande,  Serbien und Montenegro,  Spanien
  - Gruppe B: 15. bis 21. März 2006 in Elektrėnai und Kaunas, Litauen
Teilnehmer:  Australien (Aufsteiger),  Großbritannien (Absteiger),  Island,  Kroatien,  Litauen,  Mexiko

- Division III: 13. bis 19. März 2006 in Miercurea Ciuc, Rumänien
Teilnehmer:  Bulgarien,  Israel,  Neuseeland,  Rumänien (Absteiger),  Südafrika (Absteiger),  Türkei

## Top-Division
Die U18-Weltmeisterschaft wurde vom 12. bis zum 22. April 2006 in den schwedischen Städten Ängelholm und Halmstad ausgetragen. Gespielt wurde in der Ängelholms Ishall (4.600 Plätze) in Ängelholm sowie der Sannarpshallen in Halmstad mit 3.800 Plätzen.
Am Turnier nahmen zehn Nationalmannschaften teil, die in zwei Gruppen zu je fünf Teams spielten. Den Weltmeistertitel sicherten sich die Vereinigten Staaten, die im Finale knapp mit 3:1 gegen Finnland gewannen. Es war der insgesamt dritte Titel für die US-Amerikaner und zweite in Folge.
| Gruppe A    | Gruppe B |
| ----------- | -------- |
| USA         | Kanada   |
| Tschechien  | Schweden |
| Russland    | Slowakei |
| Deutschland | Finnland |
| Belarus     | Norwegen |

### Modus
Nach den Gruppenspielen der Vorrunde qualifizieren sich die beiden Gruppenersten direkt für das Halbfinale. Die Gruppenzweiten und -dritten bestreiten je ein Qualifikationsspiel zur Halbfinalteilnahme. Die Vierten und Fünften der Gruppenspiele bestreiten – bei Mitnahme des Ergebnisses der direkten Begegnung aus der Vorrunde – die Abstiegsrunde und ermitteln dabei zwei Absteiger in die Division I.

### Austragungsorte
| Ängelholm |

| Halmstad |

| Ängelholm |

| Halmstad |

### Vorrunde

#### Gruppe A
| 12. April 2006 16:00 Uhr | Tschechien  | 4:2 (1:0, 1:1, 2:1)  | Deutschland | Ängelholms Ishall, Ängelholm Zuschauer: 263 |
| 12. April 2006 19:45 Uhr | Russland    | 2:4 (2:1, 0:0, 0:3)  | USA         | Ängelholms Ishall, Ängelholm Zuschauer: 447 |
| 13. April 2006 16:00 Uhr | Russland    | 8:0 (4:0, 3:0, 1:0)  | Belarus     | Ängelholms Ishall, Ängelholm Zuschauer: 203 |
| 13. April 2006 19:45 Uhr | Deutschland | 0:9 (0:3, 0:4, 0:2)  | USA         | Ängelholms Ishall, Ängelholm Zuschauer: 159 |
| 14. April 2006 16:00 Uhr | Belarus     | 2:5 (0:1, 1:3, 1:1)  | Tschechien  | Ängelholms Ishall, Ängelholm Zuschauer: 151 |
| 15. April 2006 16:00 Uhr | Deutschland | 5:9 (1:3, 1:4, 3:2)  | Russland    | Ängelholms Ishall, Ängelholm Zuschauer: 239 |
| 15. April 2006 19:45 Uhr | USA         | 5:0 (1:0, 2:0, 2:0)  | Tschechien  | Ängelholms Ishall, Ängelholm Zuschauer: 307 |
| 16. April 2006 16:00 Uhr | Belarus     | 1:5 (0:2, 1:2, 0:1)  | Deutschland | Ängelholms Ishall, Ängelholm Zuschauer: 141 |
| 17. April 2006 16:00 Uhr | Tschechien  | 0:2 (0:0, 0:1, 0:1)  | Russland    | Ängelholms Ishall, Ängelholm Zuschauer: 381 |
| 17. April 2006 19:45 Uhr | USA         | 12:1 (3:0, 8:1, 1:0) | Belarus     | Ängelholms Ishall, Ängelholm Zuschauer: 140 |

| Pl. |             | Sp | S | U | N | Tore  | Punkte |
| 1.  | USA         | 4  | 4 | 0 | 0 | 30:03 | 8      |
| 2.  | Russland    | 4  | 3 | 0 | 1 | 21:09 | 6      |
| 3.  | Tschechien  | 4  | 2 | 0 | 2 | 09:11 | 4      |
| 4.  | Deutschland | 4  | 1 | 0 | 3 | 12:23 | 2      |
| 5.  | Belarus     | 4  | 0 | 0 | 4 | 04:30 | 0      |

Abkürzungen: Pl. = Platz, Sp = Spiele, S = Siege, U = Unentschieden, N = Niederlagen

Erläuterungen: Halbfinalqualifikant, Viertelfinalqualifikant, Abstiegsrundenqualifikant

#### Gruppe B
| 12. April 2006 16:00 Uhr | Slowakei | 1:3 (0:0, 1:2, 0:1) | Kanada   | Sannarpshallen, Halmstad Zuschauer: 197   |
| 12. April 2006 19:45 Uhr | Schweden | 5:2 (2:1, 1:1, 2:0) | Norwegen | Sannarpshallen, Halmstad Zuschauer: 369   |
| 13. April 2006 16:00 Uhr | Norwegen | 2:9 (1:2, 1:5, 0:2) | Kanada   | Sannarpshallen, Halmstad Zuschauer: k. A. |
| 13. April 2006 19:45 Uhr | Slowakei | 3:6 (0:3, 1:2, 2:1) | Finnland | Sannarpshallen, Halmstad Zuschauer: 235   |
| 14. April 2006 16:00 Uhr | Finnland | 4:3 (3:0, 0:1, 1:2) | Schweden | Sannarpshallen, Halmstad Zuschauer: 1.135 |
| 15. April 2006 16:00 Uhr | Norwegen | 2:5 (0:2, 2:3, 0:0) | Slowakei | Sannarpshallen, Halmstad Zuschauer: 231   |
| 15. April 2006 19:45 Uhr | Kanada   | 0:2 (0:0, 0:0, 0:2) | Schweden | Sannarpshallen, Halmstad Zuschauer: 764   |
| 16. April 2006 16:00 Uhr | Finnland | 2:1 (1:0, 0:0, 1:1) | Norwegen | Sannarpshallen, Halmstad Zuschauer: 291   |
| 17. April 2006 16:00 Uhr | Kanada   | 0:0 (0:0, 0:0, 0:0) | Finnland | Sannarpshallen, Halmstad Zuschauer: 424   |
| 17. April 2006 19:45 Uhr | Schweden | 5:2 (3:0, 2:1, 0:1) | Slowakei | Sannarpshallen, Halmstad Zuschauer: 713   |

| Pl. |          | Sp | S | U | N | Tore  | Punkte |
| 1.  | Finnland | 4  | 3 | 1 | 0 | 12:07 | 7      |
| 2.  | Schweden | 4  | 3 | 0 | 1 | 15:08 | 6      |
| 3.  | Kanada   | 4  | 2 | 1 | 1 | 12:05 | 5      |
| 4.  | Slowakei | 4  | 1 | 0 | 3 | 11:16 | 2      |
| 5.  | Norwegen | 4  | 0 | 0 | 4 | 07:21 | 0      |

Abkürzungen: Pl. = Platz, Sp = Spiele, S = Siege, U = Unentschieden, N = Niederlagen

Erläuterungen: Halbfinalqualifikant, Viertelfinalqualifikant, Abstiegsrundenqualifikant

### Abstiegsrunde
| 19. April 2006 16:00 Uhr | Deutschland | 2:2 (0:2, 2:0, 0:0) | Norwegen | Sannarpshallen, Halmstad Zuschauer: 51 |
| 19. April 2006 19:45 Uhr | Slowakei    | 0:2 (0:0, 0:1, 0:1) | Belarus  | Sannarpshallen, Halmstad Zuschauer: 45 |
| 20. April 2006 16:00 Uhr | Belarus     | 6:6 (3:0, 2:2, 1:4) | Norwegen | Sannarpshallen, Halmstad Zuschauer: 51 |
| 20. April 2006 19:45 Uhr | Deutschland | 1:2 (0:0, 1:0, 0:2) | Slowakei | Sannarpshallen, Halmstad Zuschauer: 46 |

| Pl. |             | Sp | S | U | N | Tore  | Punkte |
| 1.  | Slowakei    | 3  | 2 | 0 | 1 | 07:05 | 4      |
| 2.  | Deutschland | 3  | 1 | 1 | 1 | 08:05 | 3      |
| 3.  | Belarus     | 3  | 1 | 1 | 1 | 09:11 | 3      |
| 4.  | Norwegen    | 3  | 0 | 2 | 1 | 10:13 | 2      |

Anmerkung: Die Vorrundenspiele  Belarus –  Deutschland (1:5) und  Norwegen –  Slowakei (2:5) sind in die Tabelle eingerechnet.

Abkürzungen: Pl. = Platz, Sp = Spiele, S = Siege, U = Unentschieden, N = Niederlagen

Erläuterungen: Absteiger in die Division I

### Finalrunde
|  | Viertelfinale    | Viertelfinale | Viertelfinale |    |            | Halbfinale | Halbfinale | Halbfinale |    |        | Finale           | Finale           | Finale           |
|  |                  |               |               |    |            |            |            |            |    |        |                  |                  |                  |
|  |                  |               |               |    |            | A3         | Tschechien | 3          |    |        |                  |                  |                  |
|  | B2               | Schweden      | 0             |    |            | A1         | USA        | 4          |    |        |                  |                  |                  |
|  | A3               | Tschechien    | 3             |    |            |            |            |            |    | A1     | USA              | 3                |                  |
|  |                  |               |               |    | B1         | Finnland   | 1          |            |    |        |                  |                  |                  |
|  |                  |               |               | B1 | Finnland   | 3          |            |            |    |        |                  |                  |                  |
|  | A2               | Russland      | 1             |    |            | B3         | Kanada     | 2          |    |        | Spiel um Platz 3 | Spiel um Platz 3 | Spiel um Platz 3 |
|  | B3               | Kanada        | 4             |    |            |            |            |            | B3 | Kanada | 1                |                  |                  |
|  |                  |               |               | A3 | Tschechien | 4          |            |            |    |        |                  |                  |                  |
|  |                  |               |               |    |            |            |            |            |    |        |                  |                  |                  |
|  | Spiel um Platz 5 |               |               |    |            |            |            |            |    |        |                  |                  |                  |
|  | A2               | Russland      | 5             |    |            |            |            |            |    |        |                  |                  |                  |
|  | B2               | Schweden      | 2             |    |            |            |            |            |    |        |                  |                  |                  |

#### Viertelfinale
| 19. April 2006 16:00 Uhr | Russland | 1:4 (1:0, 0:1, 0:3) | Kanada     | Ängelholms Ishall, Ängelholm Zuschauer: 417 |
| 19. April 2006 19:45 Uhr | Schweden | 0:3 (0:0, 0:1, 0:2) | Tschechien | Ängelholms Ishall, Ängelholm Zuschauer: 878 |

#### Spiel um Platz 5
| 21. April 2006 19:00 Uhr | Russland | 5:2 (1:1, 2:1, 2:0) | Schweden | Ängelholms Ishall, Ängelholm Zuschauer: 333 |

#### Halbfinale
| 20. April 2006 16:00 Uhr | Finnland   | 3:2 n. V. (0:1, 1:1, 1:0, 1:0) | Kanada | Ängelholms Ishall, Ängelholm Zuschauer: 438 |
| 20. April 2006 19:45 Uhr | Tschechien | 3:4 n. V. (0:3, 1:0, 2:0, 0:1) | USA    | Ängelholms Ishall, Ängelholm Zuschauer: 369 |

#### Spiel um Platz 3
| 22. April 2006 14:00 Uhr | Kanada | 1:4 (0:0, 0:3, 1:1) | Tschechien | Ängelholms Ishall, Ängelholm Zuschauer: 875 |

#### Finale
| 22. April 2006 18:00 Uhr | USA | 3:1 (0:1, 2:0, 1:0) | Finnland | Ängelholms Ishall, Ängelholm Zuschauer: 1.221 |

### Statistik

#### Beste Scorer
Abkürzungen: GP = Spiele, G = Tore, A = Assists, Pts = Punkte, +/− = Plus/Minus, PIM = Strafminuten; Fett: Turnierbestwert
| Spieler              | Team       | GP | G | A | Pts | +/− | PIM |
| -------------------- | ---------- | -- | - | - | --- | --- | --- |
| Patrick Kane         | USA        | 6  | 7 | 5 | 12  | +5  | 2   |
| Jamie McBain         | USA        | 6  | 2 | 9 | 11  | +6  | 0   |
| Erik Johnson         | USA        | 6  | 4 | 6 | 10  | +6  | 27  |
| Ruslan Baschkirow    | Russland   | 6  | 6 | 2 | 8   | +8  | 4   |
| Mike Carman          | USA        | 6  | 4 | 4 | 8   | +7  | 10  |
| Justin Azevedo       | Kanada     | 7  | 4 | 4 | 8   | −1  | 20  |
| François Bouchard    | Kanada     | 7  | 3 | 5 | 8   | −2  | 6   |
| Bill Sweatt          | USA        | 6  | 5 | 2 | 7   | +7  | 4   |
| Jiří Tlustý          | Tschechien | 7  | 4 | 3 | 7   | +2  | 8   |
| Martin Laumann-Ylvén | Norwegen   | 6  | 2 | 5 | 7   | ±0  | 4   |

#### Beste Torhüter
Abkürzungen: GP = Spiele, TOI = Eiszeit (in Minuten), GA = Gegentore, SO = Shutouts, Sv% = gehaltene Schüsse (in %), GAA = Gegentorschnitt; Fett: Turnierbestwert
| Spieler          | Team       | GP | TOI    | GA | SO | Sv%   | GAA  |
| ---------------- | ---------- | -- | ------ | -- | -- | ----- | ---- |
| Joe Palmer       | USA        | 4  | 246:50 | 6  | 1  | 94,87 | 1,46 |
| Jonathan Bernier | Kanada     | 7  | 420:32 | 12 | 1  | 94,31 | 1,71 |
| Jhonas Enroth    | Schweden   | 5  | 298:26 | 9  | 1  | 94,30 | 1,81 |
| Riku Helenius    | Finnland   | 6  | 360:40 | 11 | 1  | 94,27 | 1,83 |
| Michal Neuvirth  | Tschechien | 6  | 320:00 | 13 | 1  | 92,66 | 2,44 |

### Abschlussplatzierungen
| Pl. | Team        |
| --- | ----------- |
| 1   | USA         |
| 2   | Finnland    |
| 3   | Tschechien  |
| 4   | Kanada      |
| 5   | Russland    |
| 6   | Schweden    |
| 7   | Slowakei    |
| 8   | Deutschland |
| 9   | Belarus     |
| 10  | Norwegen    |

### Titel, Auf- und Abstieg
| Weltmeister USA | Brett Bennett, Mike Carman, Cade Fairchild, Ryan Flynn, Blake Geoffrion, Ryan Hayes, Erik Johnson, Patrick Kane, Jamie McBain, Kevin Montgomery, Jim O’Brien, Trent Palm, Joe Palmer, Luke Popko, Rhett Rakhshani, Mike Ratschuk, James van Riemsdyk, Brian Strait, Chris Summers, Bill Sweatt, Nigel Williams, Colin Wilson Trainer: John Hynes |

| Silber Finnland | Nico Aaltonen, Juuso Antonen, Atte Engren, Riku Helenius, Joonas Jalvanti, Jan-Mikael Järvinen, Juhani Jasu, Kaarlo Jormakka, Jan-Mikael Juutilainen, Ilkka Heikkilä, Eetu Heikkinen, Markus Himanka, Joonas Kemppainen, Mikko Kukkonen, Joonas Lehtivuori, Niclas Lucenius, Miko Malkamäki, Jarkko Näppilä, Robert Nyholm, Juuso Puustinen, Jani Savolainen, Max Wärn Trainer: Rauli Urama |

| Bronze Tschechien | Martin Bartoš, Antonín Drbohlav, Michael Frolík, Jiří Jebavý, Michal Kazatel, Jakub Kovář, Pavel Kuběna, Martin Kupec, David Květoň, Lukáš Lang, Martin Látal, Michal Neuvirth, Patrik Prokop, Ondřej Roman, David Růžička, Vladimír Růžička, Jan Semorád, Jakub Sklenář, David Štich, Jiří Tlustý, Bohdan Višňák, Jakub Voráček Trainer: Martin Pešout |

| Absteiger in die Division I:    | Norwegen, Belarus |
| Aufsteiger in die Top-Division: | Lettland, Schweiz |

### Auszeichnungen
Spielertrophäen
| Auszeichnung       | Spieler       | Team     |
| ------------------ | ------------- | -------- |
| Bester Torhüter    | Riku Helenius | Finnland |
| Bester Verteidiger | Jamie McBain  | Kanada   |
| Bester Stürmer     | Bill Sweatt   | USA      |

All-Star-Team
| Angriff:      | Jiří Tlustý – Justin Azevedo – Patrick Kane |
| Verteidigung: | Jamie McBain – Erik Johnson                 |
| Tor:          | Jonathan Bernier                            |

## Division I

### Division I, Gruppe A
in Miskolc, Ungarn
| Teams         | SUI | SLO | KAZ  | FRA | AUT  | HUN | Tore  | Pkt. |
| ------------- | --- | --- | ---- | --- | ---- | --- | ----- | ---- |
| 1. Schweiz    |     | 1:0 | 2:2  | 6:3 | 4:3  | 5:2 | 18:10 | 9: 1 |
| 2. Slowenien  | 0:1 |     | 4:3  | 7:2 | 5:4  | 3:2 | 19:12 | 8: 2 |
| 3. Kasachstan | 2:2 | 3:4 |      | 5:7 | 10:4 | 5:3 | 25:20 | 5: 5 |
| 4. Frankreich | 3:6 | 2:7 | 7:5  |     | 4:4  | 4:4 | 20:26 | 4: 6 |
| 5. Österreich | 3:4 | 4:5 | 4:10 | 4:4 |      | 7:3 | 22:26 | 3: 7 |
| 6. Ungarn     | 2:5 | 2:3 | 3:5  | 4:4 | 3:7  |     | 14:24 | 1: 9 |

Topscorer der Division I, Gruppe A, wurde Frankreichs Rémy Rimann mit fünf Toren und fünf Assists.

#### Division-I-Siegermannschaft: Schweiz
| Division-I-Aufsteiger Schweiz | Gaëtan Augsburger, Sven Berger, Simon Bodenmann, Andrei Bykov, Nico Fehr, Lukas Flüeler, Jérémy Gailland, Joël Genazzi, Arnaud Jacquemet, Jérémie Kamerzin, Lorenz Kienzle, Aurelio Lemm, Kevin Lötscher, Ivan Mantegazzi, Daniele Marghitola, Marco Maurer, Roland Schöbi, Patrick Schommer, Lukas Stoop, Raffael Tischhauser, Yannick Weber, Marc Welti Trainer: Roger Bader |

### Division I, Gruppe B
in Riga, Lettland
| Teams       | LAT | DEN | JPN | POL | UKR | KOR | Tore  | Pkt.  |
| ----------- | --- | --- | --- | --- | --- | --- | ----- | ----- |
| 1. Lettland |     | 7:4 | 6:1 | 1:0 | 7:0 | 6:2 | 27: 7 | 10: 0 |
| 2. Dänemark | 4:7 |     | 5:2 | 5:2 | 7:0 | 3:1 | 24:12 | 8: 2  |
| 3. Japan    | 1:6 | 2:5 |     | 5:1 | 8:1 | 3:3 | 19:16 | 5: 5  |
| 4. Polen    | 0:1 | 2:5 | 1:5 |     | 7:1 | 6:3 | 16:15 | 4: 6  |
| 5. Ukraine  | 0:7 | 0:7 | 1:8 | 1:7 |     | 5:2 | 7:31  | 2: 8  |
| 6. Südkorea | 2:6 | 1:3 | 3:3 | 3:6 | 2:5 |     | 11:23 | 1: 9  |

Topscorer der Division I, Gruppe B, wurde Lettlands Andris Džeriņš mit sechs Toren und sieben Assists.

#### Division-I-Siegermannschaft: Lettland
| Division-I-Aufsteiger Lettland | Edgars Apelis, Vladislavs Balakuns, Ričards Birziņš, Roberts Bukarts, Oskars Cibuļskis, Sergejs Daņilovs, Kaspars Daugaviņš, Arturs Dzelzs, Andris Džeriņš, Rihards Dombrovskis, Mārtiņš Gipters, Gatis Gricinskis, Krišs Grundmanis, Roberts Jekimovs, Artūrs Kulda, Edgars Lipsbergs, Artūrs Ozoliņš, Jānis Ozoliņš, Mārtiņš Skuška, Jānis Straupe, Dainis Vasiļjevs, Mārcis Zembergs Trainer: Aleksandrs Klinisovs |

### Auf- und Abstieg
| Absteiger in die Division II:   | Ungarn, Südkorea        |
| Aufsteiger aus der Division I:  | Schweiz, Lettland       |
| Absteiger in die Division I:    | Norwegen, Belarus       |
| Aufsteiger aus der Division II: | Großbritannien, Italien |

## Division II

### Gruppe A in Meran, Italien
| Teams                     | ITA  | NED  | EST | BEL  | SCG  | ESP  | Tore  | Pkt.  |
| ------------------------- | ---- | ---- | --- | ---- | ---- | ---- | ----- | ----- |
| 1. Italien                |      | 2:0  | 9:1 | 10:1 | 7:0  | 7:0  | 35: 2 | 10: 0 |
| 2. Niederlande            | 0:2  |      | 8:2 | 5:0  | 5:3  | 10:1 | 28: 8 | 8: 2  |
| 3. Estland                | 1:9  | 2:8  |     | 2:2  | 6:1  | 2:0  | 13:20 | 5: 5  |
| 4. Belgien                | 1:10 | 0:5  | 2:2 |      | 6:1  | 3:5  | 12:23 | 3: 7  |
| 5. Serbien und Montenegro | 0:7  | 3:5  | 1:6 | 1:6  |      | 10:2 | 15:26 | 2: 8  |
| 6. Spanien                | 0:7  | 1:10 | 0:2 | 5:3  | 2:10 |      | 8:32  | 2: 8  |

Topscorer der Division II, Gruppe A, wurde Italiens Ivan Demetz mit drei Toren und neun Assists.

### Gruppe B in Elektrėnai und Kaunas, Litauen
| Teams             | GBR  | LTU  | AUS  | CRO  | MEX | ISL  | Tore  | Pkt.  |
| ----------------- | ---- | ---- | ---- | ---- | --- | ---- | ----- | ----- |
| 1. Großbritannien |      | 3:1  | 11:0 | 6:0  | 6:2 | 14:2 | 40: 5 | 10: 0 |
| 2. Litauen        | 1:3  |      | 10:0 | 11:5 | 8:3 | 9:1  | 39:12 | 8: 2  |
| 3. Australien     | 0:11 | 0:10 |      | 5:2  | 3:4 | 5:3  | 13:30 | 4: 6  |
| 4. Kroatien       | 0:6  | 5:11 | 2:5  |      | 4:0 | 11:1 | 22:23 | 4: 6  |
| 5. Mexiko         | 2:6  | 3:8  | 4:3  | 0:4  |     | 1:0  | 10:21 | 4: 6  |
| 6. Island         | 2:14 | 1:9  | 3:5  | 1:11 | 0:1 |      | 7:40  | 0:10  |

Topscorer der Division II, Gruppe B, wurde Großbritanniens Robert Dowd mit sechs Toren und acht Assists.

### Auf- und Abstieg
| Absteiger in die Division III:   | Island, Spanien         |
| Aufsteiger aus der Division II:  | Großbritannien, Italien |
| Absteiger in die Division II:    | Ungarn, Südkorea        |
| Aufsteiger aus der Division III: | Rumänien, Israel        |

## Division III in Miercurea Ciuc, Rumänien
| Teams         | ROU  | ISR  | RSA  | NZL  | BUL  | TUR  | Tore  | Pkt.  |
| ------------- | ---- | ---- | ---- | ---- | ---- | ---- | ----- | ----- |
| 1. Rumänien   |      | 13:2 | 8:0  | 14:0 | 18:0 | 15:1 | 68: 3 | 10: 0 |
| 2. Israel     | 2:13 |      | 8:5  | 4:4  | 14:1 | 14:3 | 42:26 | 7: 3  |
| 3. Südafrika  | 0:8  | 5:8  |      | 4:4  | 4:1  | 12:1 | 25:22 | 5: 5  |
| 4. Neuseeland | 0:14 | 4:4  | 4:4  |      | 3:3  | 17:1 | 28:26 | 5: 5  |
| 5. Bulgarien  | 0:18 | 1:14 | 1:4  | 3:3  |      | 5:2  | 10:41 | 3: 7  |
| 6. Türkei     | 1:15 | 3:14 | 1:12 | 1:17 | 2:5  |      | 8:63  | 0:10  |

### Auf- und Abstieg
| Aufsteiger aus der Division III: | Rumänien, Israel |
| Absteiger in die Division III:   | Island, Spanien  |

Topscorer der Division III wurde Israels Daniel Erlich mit 12 Toren und 14 Assists.